# Madurejo (Pasirian)
Madurejo is een bestuurslaag in het regentschap Lumajang van de provincie Oost-Java, Indonesië. Madurejo telt 3429 inwoners (volkstelling 2010).